# Dai-li-dou
Dai-li-dou é uma canção portuguesa, vencedora do XV Festival RTP da Canção, e que representou Portugal no Festival Eurovisão da Canção 1978.

## Festival RTP da Canção
A canção foi selecionada para a Eurovisão no Festival Uma Canção Portuguesa, que teve lugar a 18 de fevereiro de 1978, no Teatro Villaret. Aqui foi apresentada como Dai-li, dai-li-dou, nome que foi mudado para a Eurovisão.

## Eurovisão da Canção
A atuação dos Gemini foi a quinta da noite, depois da canção finlandesa Anna rakkaudelle tilaisuus, interpretada por Seija Simola. No final da votação, a canção terminou em 17.o lugar com cinco pontos.

### Votação
| País    | Pontuação |
| ------- | --------- |
| Itália  | 4 pontos  |
| Espanha | 1 ponto   |
| TOTAL   | 5 pontos  |